# Jonathan Sesma
Jonathan Sesma González (Las Palmas de Gran Canaria, Provincia de Las Palmas, España, 14 de noviembre de 1978) es un futbolista español. Juega de extremo izquierdo o delantero, actualmente en el C.D. Águilas de la Regional Preferente de Tenerife

## Trayectoria
Formado futbolísticamente en la isla de Fuerteventura pasó por varios clubs de Segunda División B, entre ellos la Asociación Deportiva Ceuta hasta dar el salto a Segunda División con el Universidad de Las Palmas, siendo posteriormente traspasado al Córdoba CF, donde solo estuvo un año. 
Tras volver otra temporada al Uni en Segunda B, en el 2003 se marcha al Cádiz CF, club que ababa de ascender a Segunda con el que llegó también a ascender a Primera División, alcanzando su mayor crecimiento profesional como un centrocampista ofensivo y goleador. Jugó en dicho club hasta la temporada 2006/2007, tras la cual fue traspasado al Real Valladolid.
Tras finalizar la temporada 2009/2010 no renueva con el Real Valladolid, firmando poco después una temporada con el Córdoba CF. Al acabar la temporada no renueva con el club cordobés, marchándose al Asteras Tripolis de la liga griega.
En marzo de 2012 el atacante compromete hasta final de temporada con la Real Sociedad Deportiva Alcalá. Al acabar la temporada se queda sin equipo y se integra en la selección AFE, con objeto de no perder la forma. Finalmente en noviembre del año 2012, el jugador ficha por el Orihuela Club de Fútbol.
Tras una primera parte de temporada en la 2013/14 recayó en las filas de la Sociedad Deportiva Huesca donde cumplió contrato hasta final de temporada.
En la temporada 2014/15 ficha por el Club Deportivo Marino de la terdera división de España. La temporada siguiente ficha por el C.D. Cotillo de la misma categoría.

## Clubes
| Club                                    | País   | Año         |
| --------------------------------------- | ------ | ----------- |
| CD Corralejo                            | España | 1997 - 1998 |
| Universidad Las Palmas de G.C CF        | España | 1998 - 1999 |
| Mallorca B                              | España | 1999 - 2000 |
| Universidad Las Palmas de G.C CF        | España | 2000 - 2001 |
| Córdoba CF                              | España | 2001 - 2002 |
| AD Ceuta                                | España | 2001 - 2002 |
| Universidad Las Palmas de G.C CF        | España | 2002 - 2003 |
| Cádiz CF                                | España | 2003 - 2007 |
| Real Valladolid                         | España | 2007 - 2010 |
| Córdoba CF                              | España | 2010 - 2011 |
| FC Asteras Tripolis                     | Grecia | 2011 - 2012 |
| RSD Alcalá                              | España | 2012        |
| Orihuela CF                             | España | 2012 - 2013 |
| SD Huesca                               | España | 2013        |
| CD Marino                               | España | 2014-2015   |
| CD El Cotillo                           | España | 2015-2016   |
| CD Marino                               | España | 2016-2018   |
| UD Las Zocas                            | España | 2018-2019   |
| UD Ibarra                               | España | 2019-2020   |
| CD La Cuadra - Unión Puerto del Rosario | España | 2020-       |